# Apodemus hyrcanicus
Apodemus hyrcanicus és una espècie de mamífer rosegador de la família dels múrids. Són rosegadors de petites dimensions, amb una llargada de cap a gropa de 95 a 107 mm i una cua de 94 a 107 mm. Poden arribar a pesar fins a 35 g. Es troba al sud-est de l'Azerbaidjan, al nord de l'Iran i possiblement al sud-oest del Turkmenistan.